# Orden der Treue (Frankreich)
Der Orden der Treue (französisch Décoration de la Fidélité, wörtlich „Dekoration der Treue“) war ein französisches Ehrenzeichen. Gestiftet wurde es am 17. Mai 1815 von Ludwig XVIII. in Gent. Sinn war die Ehrung von Franzosen, die durch Treue und Ergebenheit dem König ihre Loyalität zeigten und ihren Beitrag zur Restauration der Monarchie leisteten.

## Ordensdekoration
Die Ordensdekoration war eine silberne Medaille. Auf der einen Seite war das Brustbild des Königs dargestellt. Die zweite Seite zeigte die Ordensdevise
FIDELITE - DEVOUEMENT (Treue - Ergebenheit)
von Lorbeer- und Eichenkranz umgeben.